# Roman Smolorz
Roman Paul Smolorz (* 1967 in Bytom) ist ein aus Oberschlesien stammender Historiker, der an der Universität Regensburg studierte und promovierte. Er beschäftigt sich mit der Geschichte Ost- und Südosteuropas und der Zeit des Nationalsozialismus und schreibt zur Bayerischen Landesgeschichte.

## Publikationen (Auswahl)
- Der real existierende Sozialismus am Beispiel des polnischen Bergbaus 1945–1956 (Edition Wissenschaft Reihe Geschichte, Band 70). Tectum Verlag, Marburg 2002, ISBN 3-8288-1200-7
- Zwangsarbeit im „Dritten Reich“ am Beispiel Regensburgs (Regensburger Studien, Band 8). Stadtarchiv Regensburg, Regensburg 2003, ISBN 3-935052-30-8
- Verwaltung mit Rechtsbefugnissen im stalinistischen Polen. Die Spezialkommission zur Bekämpfung von Wirtschaftsschädigung und Wirtschaftsmissbrauch (Regensburger Hefte zur Geschichte und Kultur im östlichen Europa, Nr. 1). Sophia-Verlag, Regensburg 2004, ISBN 3-9803179-1-9
- Displaced Persons (DPs). Autoritäten und Anführer im angehenden Kalten Krieg im östlichen Bayern (Regensburger Studien, Band 11). Stadtarchiv Regensburg, Regensburg 2006, ISBN 3-935052-53-7
- Juden auf der Durchreise. Die Regensburger Jewish Community 1945-1950 (Regensburger Studien, Band 16). Stadtarchiv Regensburg, Regensburg 2010, ISBN 978-3-935052-87-0
- Die Regensburger Domspatzen im Nationalsozialismus: Singen zwischen Katholischer Kirche und NS-Staat, Pustet, Regensburg 2017, ISBN 978-3791729305